# Parodiella pentanisiae
Parodiella pentanisiae är en svampart som först beskrevs av Mordecai Cubitt Cooke, och fick sitt nu gällande namn av Pier Andrea Saccardo 1883. Parodiella pentanisiae ingår i släktet Parodiella och familjen Parodiellaceae.   Inga underarter finns listade i Catalogue of Life.